# Usa (flod)
 For alternative betydninger, se Usa. (Se også artikler, som begynder med Usa)
Usa (russisk: Уса, tr. Usa) er en flod i Republikken Komi i Rusland, den største biflod til Petjora fra højre. Usa er 565 km lang, med et afvandingsareal på 93.600 km². 91 km fra mundingen har Usa en middelvandføring på 1.310 m³/s. Den fryser til i oktober/november og isen bryder op ved forårsafsmeltningen i maj/juni.
Største bifloder er, fra venstre: Lemva, Bolsjoj Kotjmes, Bolsjaja Rogovaja og Kosju, og fra højre: Vorkuta og Kolva.
Usa udspringer i Severnyj Ural og flyder mod sydvest, omtrent parallelt med bjergkæden. Hovedfloden er dannet ved sammenløbet af Bolsjaja Usa (~ Store Usa) og Malaja Usa (~ Lille Usa) omkring 30 km øst for Vorkuta. De to bifloder er stejle, med meget strøm og mange vandfald. Efter sammenløbet er Usas løb roligere, med kun et par vandfald. Dens banker her er høje og klippelignende, men længere nede ad floden bliver de lavere, skovklædte og sumpede, bortset fra en strækning omkring bebyggelsen af Adak (russisk: Адак), hvor floden skærer sig gennem højderyggen Tjernysjova.
Efter bosættelsen Sivomaskinskij (russisk: Сивомаскинский) bliver floden meget bredere, og i sit nedre løb når den en brede fra 700 til 2.000 meter, ligesom den danner meandere og små øer. Omkring 30 kilometer fra munden ligger byen Usinsk og flodhavnen i Parma. Usa udmunder i Petjora ved landsbyen Ust-Usa.
Usa er sejlbar til 325 km fra udmundingen i Petsjora hvor flodhavnene på Abez, Petrun, Makarikha, Parma og Ust-Usa ligger. I Usa flodbækken ligger det store Petjora kulfelt, og ved byen Usinsk er der flere store olie- og naturgasfelter.
Usa-dalen har været beboet i 40 tusinde år, hvilket fremgår af det arkæologiske område Mamontovoj Kuri (russisk: Мамонтовой Курьи, ~ mammut kurve).
Med Ruslands erobring af Sibirien blev Usa en af de vigtigste ruter til Sibirien. Ruten løb fra Petsjora, der har forbindelse til andre floder i det nordlige Rusland, op ad Usa, på tværs den lave Kamen-passage og ned ad Sobfloden til Ob, hvor der var toldstationer ved Sob og i Obdorsk. I løbet af den korte sommersæsonen blev denne rute foretrukket af rejsende på vej vest på, da det meste af sejladsen er nedstrøms.